# Andrew Troelsen
Andrew W. Troelsen je autorem počítačových publikací o programování. Je také partner, lektor, konzultant a viceprezident u Intertech Training, centra pro vzdělávání vývojářů .NET a J2EE, kde školí mimo jiné zaměstnance firem NASA, Microsoftu, Honeywellu, Lockheed Martinu, Wells Fargo a Kliniky Mayo. Napsal mnoho článků na MSDN o .NET, sérii článků na MacTech a je také držitel prestižního ocenění Microsoft Most Valuable Professional.
Společně se svojí ženou Amandou žijí v Minneapolis (stát Minnesota, USA).